# سباستيان فيلاسكيز
سباستيان فيلاسكيز (بالإسبانية: Sebastián Velásquez)‏ (11 فبراير 1991 في كولومبيا - ) هو لاعب كرة قدم كولومبي في مركز الوسط. لعب مع ريال سالت ليك ونادي نيويورك سيتي وRayo OKC ‏.

## وصلات خارجية
- سباستيان فيلاسكيز على موقع دوري كوريا الجنوبية (الإنجليزية)
- سباستيان فيلاسكيز على موقع الدوري الأمريكي (الإنجليزية)
- سباستيان فيلاسكيز على موقع قاعدة بيانات كرة القدم.إي يو (الإنجليزية)
- سباستيان فيلاسكيز على موقع Soccerway.com (الإنجليزية)
- سباستيان فيلاسكيز على موقع AS.com (الإسبانية)